# Schulersatzprojekt
Ein Schulersatzprojekt (auch „schulersetzendes Projekt“ oder „Ergänzungsschule“) ist eine Einrichtung zur Beschulung besonderer Kinder und Jugendlicher in Deutschland.

## Hintergrund
Durch die begrenzten Möglichkeiten der staatlichen Schulen ist insbesondere in Ballungsräumen und Großstädten eine Differenzierung des schulischen Angebots erforderlich. Das Regelschulsystem kann nicht allen Schülern gerecht werden, so dass man trotz der Maßgabe Inklusive Pädagogik zusätzliche Sonderinstitutionen bereitstellt. Da das deutsche Bildungssystem rechtlich und konzeptionell dem Kultusministerium des jeweiligen Landes unterliegt, sind die Regelungen hierzu nicht einheitlich. Im Folgenden wird auf die Praxis in Berlin abgehoben, weil für andere Bundesländer bisher keine validen Quellen vorliegen.

## Rechtslage
Schulersatzprojekte werden von Freien Trägern bzw. Freien Trägern der Jugendhilfe betrieben. Die Eltern haben keinen unmittelbaren Rechtsanspruch. Entweder beteiligen sie sich an den Kosten für die Ersatzschule und/oder sie erhalten aufgrund eines Antrags auf Erzieherische Hilfe gem. § 27 (1) i. V. m. § 32 SGB VIII oder gem. § 27 (3) – Integrierte Lerntherapie – eine Jugendamtsleistung, die die Kosten für die alternative Beschulung bzw. für das Ersatzprojekt übernimmt.
Von schulergänzendem Angebot wird hingegen gesprochen, wenn die besondere Schule nicht die allgemeinen Curricula im Regelschulbereich abzudecken versucht, sondern Schulpflichtangebote und klassische Oberstufenangebote ergänzt. Darunter können auch Leistungen gem. § 14 AG-KJHG Berlin fallen.
Das Schulgesetz für Berlin (Stand Juni 2010) beschreibt solche Schuleinrichtungen grundsätzlich in seinen §§ 94–104.

### Gesundheitswesen
Im Feld der Gesundheitsversorgung, in Kliniken und psychiatrischen Stationen entstanden für Schulpflichtige in der Zeit der stationären Unterbringung Klinikschulen als Schulersatzprojekte, eine Kooperation der Schulverwaltung und -Aufsicht mit den Gesundheitsverwaltungen. Der Besuch dieser Einrichtungen ist Bestandteil zur körperlich oder psychischen Gesundung; eine Differenzierung der Kinder nach Leistung oder Problematik ist dann kaum weiter möglich, ggf. wird Einzelunterricht gewährt. Die Lehrkräfte besitzen die staatlichen Examina.

### Justiz
Verbüßt ein Jugendlicher eine Jugendstrafe – was laut JGG mindestens ein halbes Jahr dauert – erfolgt die Beschulung in dem geschlossenen Haus in einem Ersatzprojekt, für deren Kosten die Justiz mit aufkommt.

### Schule
Auch am Rand der Regelschulen bestehen besondere und ganz besondere von der Schule getragene und finanzierte Einrichtungen. Unter Regelschulen werden verstanden: Grundschulen, Gemeinschaftsschulen, Gesamtschulen, Realschulen, Sekundarschulen, Regionalschulen, Förderzentren und Gymnasien bis zum 9. bzw. 10. Schuljahr, je nach Schulpflichtdauer des einzelnen Bundeslandes. Das Schulersatzprojekt kann auch eine Internatsschule sein oder der Bereich einer solchen.
Daneben bestehen Sonderschulen (für Lernbehinderte u. a.) Geistig-Behinderten-Schulen (durch die Inklusionsvorgaben der UN von 2006 und bundesrechtliche Vorgaben von 2009 infrage gestellt) und heilpädagogische Heimschulen, also Internate. Auch Berufsschulen übernehmen häufig Aufgaben der Regelschule, wenn die Schulpflicht z. B. 11 Jahre beträgt. Außerhalb dieser Schultypen bestehen Ersatzschulen, Ergänzungsschulen und Schulersatzprojekte.
Weil die Schule nach eigenem Verständnis praktisch alles, was nötig sein könnte, abdeckt, verweist sie bei der Finanzierungsfrage von darüber hinausgehenden Projekten an die Jugendhilfe. Ergänzungsschulen sind in der Regel in der Hand Freier Träger. Fast alle besitzen eine staatliche Anerkennung als Ergänzungsschule.

### Jugendhilfe
Seit 1990/91 besitzt Deutschland ein entwickeltes Gesetz zur Förderung von Kindern, Jugendlichen, jungen Volljährigen, Familien und Eltern – das SGB VIII –, das in seinen §§ 27–41 auch Hilfen zur Erziehung verspricht, die kaum genormt sind und weitergehende „sonstige“ Angebote ermöglichen. Laut § 27 haben Eltern bei Bedarf einen Anspruch. Dabei kann es sich um Heimeinrichtungen oder teilstationäre bzw. -Gruppenangebote handeln, die eine Beschulung überwiegend oder teilweise vorsehen. Es kann sich auch um „lerntherapeutische“ Einrichtungen handeln, Schwerpunkte liegen nicht selten im Bereich der sozial-emotionalen Auffälligkeiten und Störungen. Eltern, die im Feld der öffentlichen oder privaten Regelschulen nichts für ihr Kind Geeignetes vorfinden, können mithilfe des Jugendamts prüfen, ob örtlich brauchbare Schulersatzprojekte angesiedelt sind und ob über Leistungsvereinbarungen mit der Jugendhilfe der Kommune kostensatzfinanzierte schulische Hilfen bereitstehen. Es ist hilfreich, vor der Beantragung nach gutachterlichen Stellungnahmen Ausschau zu halten, die z. B. von Schulpsychologischen Diensten, Kinder- und Jugendpsychiatrischen Diensten oder Erziehungs- und Familienberatungsstellen kostenlos ausgestellt werden.

## Konzeptionen
Es gibt etwa so viele Konzeptionen wie Träger und Einrichtungen, da diese Projekte tatsächlich individuell an die örtlichen Bedingungen anknüpfen und an den je eigenen personellen, räumlichen und vom theoretischen Hintergrund her fachlichen Möglichkeiten des in der Regel gemeinnützigen Trägers. Auch die Größe der Einrichtung kann extrem variieren: So ist eine Schülergruppe aus 6 Personen ebenso denkbar wie eine Schule mit vielen Klassen und großen Gruppen.

## Schulersatzprojekte (Berlin)
- ALEP-Haus: Wuhlheide
- Arbeiten und Lernen für schuldistanzierte Grundschüler, Grundschulprojekt Bethanien; PFH in Koop. mit Otto-Wels GS, Galilei GS und Hunsrück GS: Kreuzberg
- Coole Schule I und II, Tandem
- Courage: Schöneberg
- Spezial-Grundschule der Elisabethstiftung, Kl. 1-5, 1/3 em.-soz. i. V. m. § 27(3)-Fälle, Berlin-Reinickendorf
- Kleine Schule, Schulprojekt der Wadzeck-Stiftung in Kooperation mit der Paul-Braune-Schule: Steglitz-Lichterfelde (Memento vom 4. Mai 2014 im Internet Archive)
- Havel 32, Sozialtherapeutische Einrichtung der AJB, Koop. Jean-Piaget-ISS Hellersdorf
- Fallschirm: Wedding
- Primus, AJB, Kreuzberg
- Rabennest: Prenzlauer Berg
- SEI proDUktiv, Abraxas: Reinickendorf
- Schulschwänzer in besonderer Obhut: Neukölln
- Schultz-Hencke-Haus Berlin GmbH; 4 Häuser: Zehlendorf, Lichtenberg, Fohnau I und II (Memento vom 4. Mai 2014 im Internet Archive)
- Tagesgruppe Marzahn, Tandem: Marzahn